# 水路

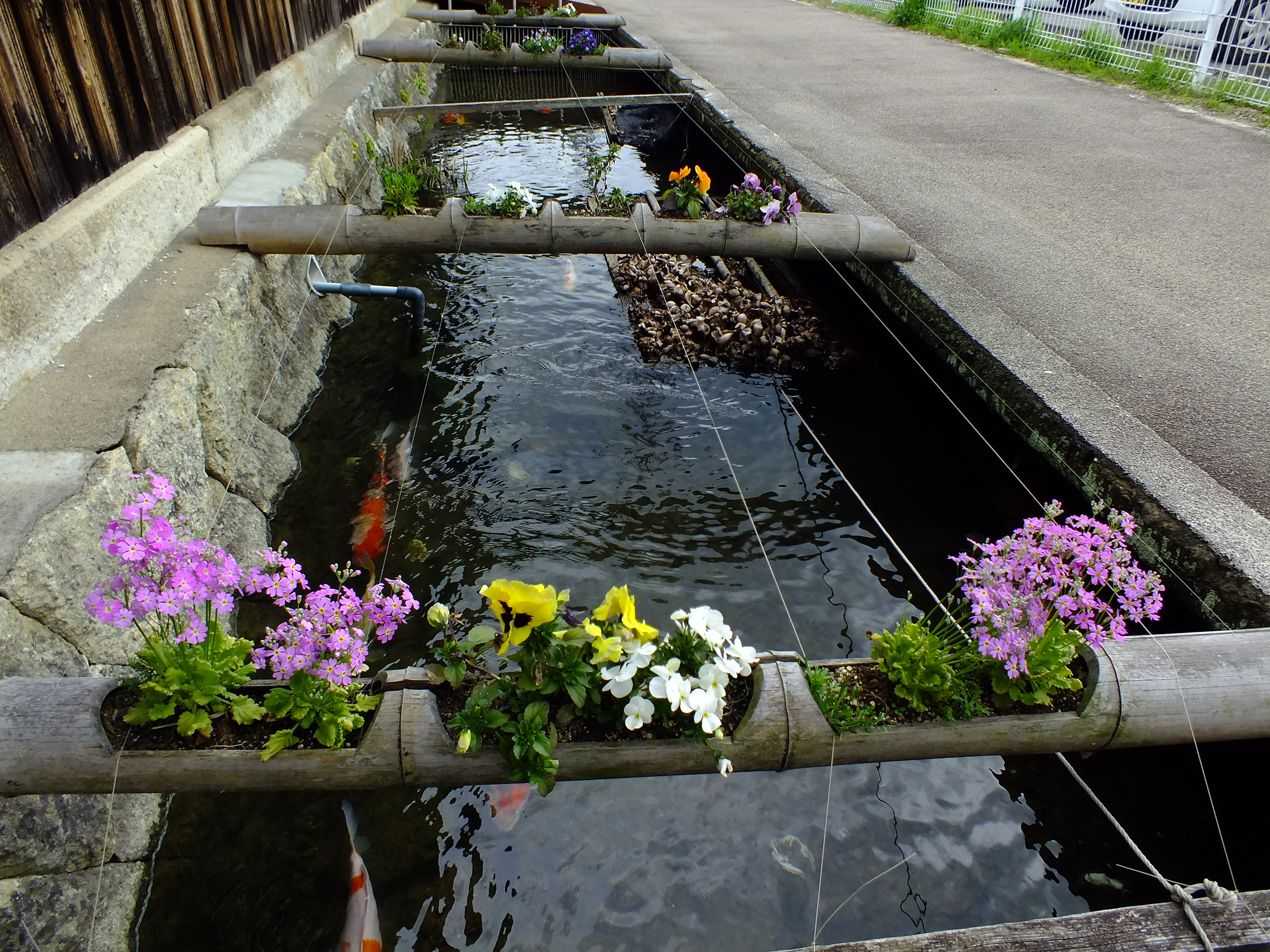
西脇市旧来住家住宅前の水路

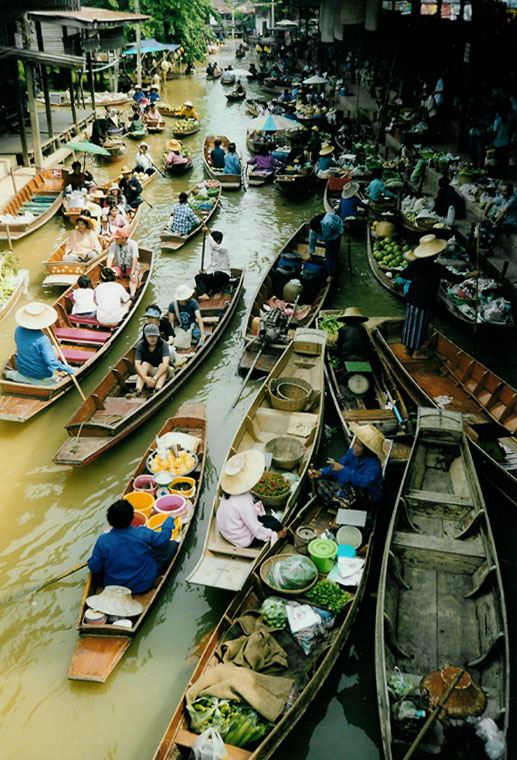
タイの水路。水上マーケットが行われている

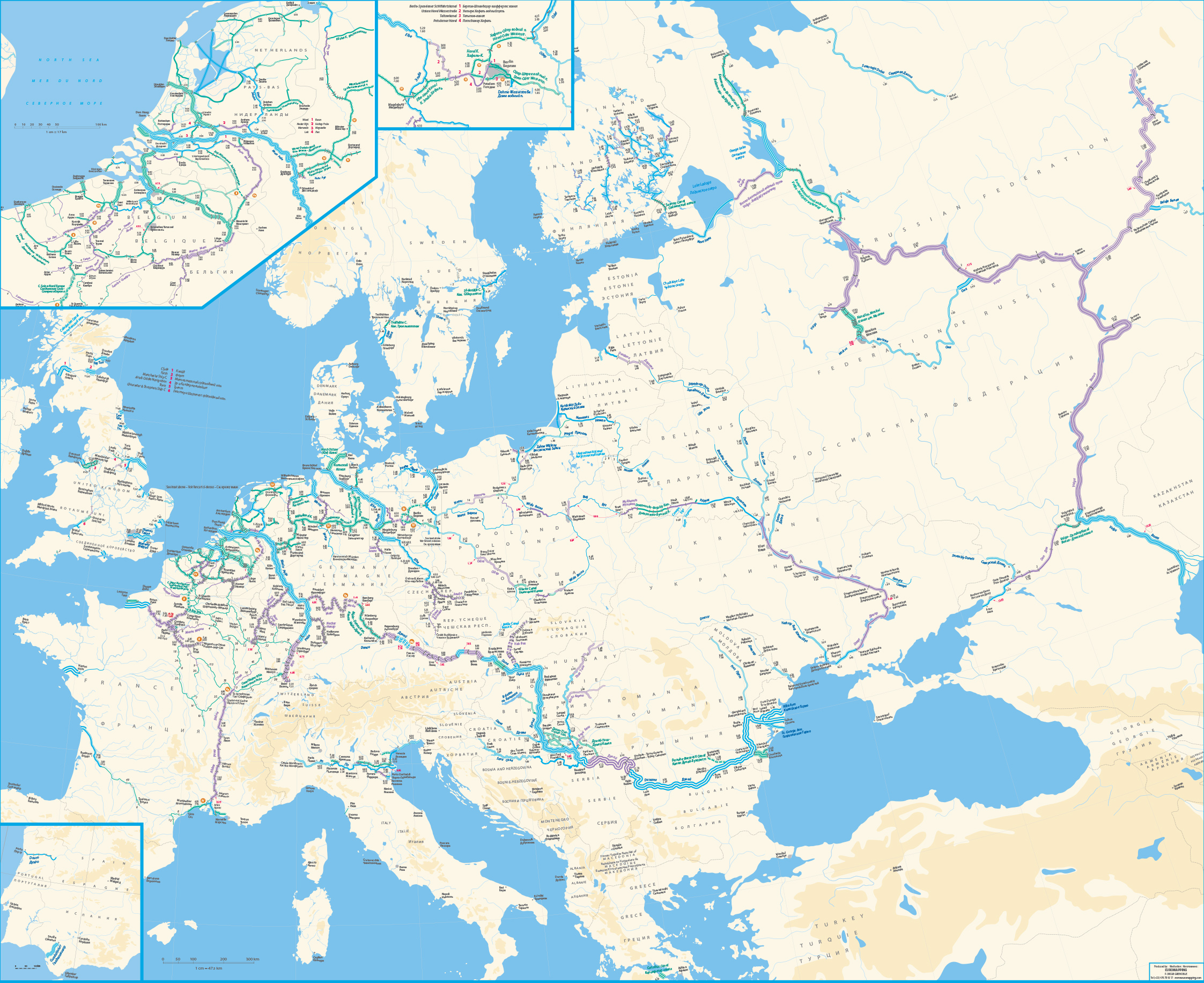
ヨーロッパの水路分布

水路（すいろ、英語: waterway）とは、人工的に造られた水を流すための構造物である。広義には河川や湖沼、ため池、調整池なども含む総称として使われる場合がある。
また、船舶が航行する水面のことも水路という。

## 種類

### 水を流すための人工的な構造物
用水路
灌漑、発電、産業用動力などのために、他の水源から水を引く目的で造られた水路のこと。
疏水（そすい）とも呼ばれ、日本の代表的な用水は「疏水百選」として選ばれている。
放水路
主に河川等の洪水を排水する目的で造られる水路のこと。
捷水路（しょうすいろ）
河川の屈曲を直線化して流下能力を増加させた水路のこと。
溝渠（開渠、暗渠、側溝、クリーク）
主に給排水を目的として人工的に造られる水路のうち、比較的小規模なもの。蓋がされていないものは開渠、地下水路化したものは暗渠と呼ばれる。
カナール（英: canal）
造園設計上の修景手法の一種。静水をたたえた水路で、ヨーロッパの平坦部につくられた整形庭園で大いに発達した。フランスのヴェルサイユ宮苑の十字形のグラン・カナールは有名。また国土のほとんどが低地であるオランダの庭園では、カナールが多用されている。
なお、用水路または放水路のうち、主に地下に埋設された管状・トンネル状のものについて導水路（どうすいろ）または導水管（導管）とも呼ばれる。また、三重県・岐阜県・愛知県ではマンボと呼ばれる地下水路が存在する。

### 船舶が航行する水面
澪筋
川や海において底が深く船が通れる水路となっている部分を澪筋という。
運河
主に船舶の移動のために造られた水路のこと。
近代以降に造られた疏水と呼ばれる水路の一部は、輸送以外に上記目的を兼ねている場合がある。